# Hilders
Hilders – miejscowość i gmina w Niemczech, w kraju związkowym Hesja, w rejencji Kassel, w powiecie Fulda.

## Współpraca
Miejscowości partnerskie:
- Izegem, Belgia
- Schwallungen, Turyngia